# Antoine Tastu
Pour les articles homonymes, voir Tastu.
Antoine Tastu, né le 9 janvier 1818 à Perpignan et mort le 13 novembre 1883 dans cette même ville, est un ingénieur et hydrologue français.
Élève de l'école polytechnique puis de l'école des ponts et chaussées, il effectue presque toute sa carrière dans son département d'origine, les Pyrénées-Orientales.
Il dirige ou conçoit la construction de la route de Prades à Mont-Louis, celle d'Arles-sur-Tech à Prats-de-Mollo, le chemin de fer de Perpignan à Prades, celui de Perpignan à l'Espagne et le pont ferroviaire de Céret.
Il s'investit fortement dans les débats sur les canaux d'arrosage des Pyrénées-Orientales, tentant en vain de faire adopter une réglementation. Il impulse la création d'un système de stations d'annonce de crues. Il est également favorable à la création d'un barrage sur le site des Bouillouses, qui ne sera construit que plus de vingt ans après sa mort.